# Magyar nyelvű repertóriumok listája
Az alábbi szócikk a magyar nyelven megjelent repertóriumokat gyűjti össze. A lista a források hiánya miatt nem tekinthető teljesnek.

## 1900 előtt
| Szerző                       | Cím | Kiadó                                                 | Megjelenési hely | Megjelenési idő | Megjegyzés |
| ---------------------------- | --- | ----------------------------------------------------- | ---------------- | --------------- | ---------- |
| Torma Károly                 | Repertorium Dácia régiség és felirattani irodalmához                                                                     | Akadémiai Kiadó                                       | Budapest         | 1880            |            |
|                              | A Magyar Történelmi Társulat kiadványainak czím- és tartalom-jegyzéke 1867–1884                                          | Athenaeum Rt. Könyvnyomdája                           | Budapest         | 1885            |            |
| Panyák Ede                   | A magyarországi középiskolákban 1850–1885-ig megjelent összes programmértekezéseknek repertoriuma                        | Franklin-Társulat Magyar Irod. Intézet és Könyvnyomda | Budapest         | 1887            |            |
| Petrik Géza                  | Repertorium a »Századok« 1867–1890. évfolyamaihoz                                                                        | Dobrowsky Ágost                                       | Budapest         | 1890            |            |
| Fröhlich Izidor              | Mathematikai repertorium physikusok számára                                                                              | Hornyánszky Viktor                                    | Budapest         | 1890            |            |
| Petrik Géza                  | A »Néptanítók Lapja« 1868–1892. évi folyamainak repertoriuma                                                             | Dobrowsky Ágost                                       | Budapest         | 1893            |            |
| Trencsény Károly             | Repertorium a Bács-Bodrog Vármegyei Történelmi Társulat évkönyvének 1885–1896. évfolyamaihoz                             | k. n.                                                 | Zombor           | 1897            |            |
| Roth Alfréd, Szigeti Gusztáv | A bőrbetegségek gyógykezelésének rövid repertóriuma. (Az általános poliklinika bőrkórtani osztályán dívó gyógyeljárások) | Mai Henrik és fia                                     | Budapest         | 1899            |            |

## 1900–1949
| Szerző                               | Cím | Kiadó                              | Megjelenési hely | Megjelenési idő | Megjegyzés                                     |
| ------------------------------------ | --- | ---------------------------------- | ---------------- | --------------- | ---------------------------------------------- |
| Margalits Ede                        | Horvát történelmi repertorium                                                                                       | Magyar Tudományos Akadémia         | Budapest         | 1900-1902       |                                                |
|                                      | Érseki körlevelek tartalomjegyzéke 1863–1903. Az 1863–1881 / 1882–1903 évi egyházmegyei körlevelek tartalomjegyzéke | k. n.                              | h. n.            | 1903 ?          |                                                |
| Győry Tibor                          | Magyar gynaekologiai bibliographia és repertorium 1900-ig                                                           | Athenaeum Rt.                      | Budapest         | 1905            | Különlenyomat a »Századok« 1905. évfolyamából. |
| Donogány Zakariás és Lipscher Sándor | Magyar orr- és gégegyógyászati bibliografia és repertorium 1903-ig                                                  | Pesti Lloyd-Társulat könyvnyomdája | Budapest         | 1906            |                                                |
| Constantin Pál                       | Közigazgatási repertorium                                                                                           | Toldi László bizománya             | Budapest         | 1906            |                                                |
|                                      | Repertórium. Dárday S. igazságügyi törvénytárából                                                                   | Athenaeum Rt.                      | Budapest         | 1907            |                                                |
| Hellebrant Árpád                     | A magyar történeti irodalom 1912–1918 (8 füzet)                                                                     | Történelmi Társulat                | Budapest         | 1912-1918       | Különnyomat a Századokból.                     |
| Hellebrant Árpád                     | Paedagógiai repertórium. A magyar paedagógiai irodalom (8 füzet)                                                    | Franklin Társulat                  | Budapest         | 1916-1918       |                                                |
| Margalits Ede                        | Szerb történelmi repertorium                                                                                        | Magyar Tudományos Akadémia         | Budapest         | 1918            |                                                |
| Boda Gyula                           | A Jogi Hírlap Döntvénytára. 1927. I. 1. – 1930. IX. 1. Egyben a Jogi Hírlap mutatója – Magánjog                     | Jogi Hirlap Kiadása                | Budapest         | 1930            |                                                |
| Papp László                          | A Turistaság és Alpinizmus I–XX. évfolyamaiban megjelent önálló cikkek betűsoros mutatója                           | ifj. Kellner Ernő Könyvnyomdája    | Budapest         | 1930            |                                                |

## 1950–1999
| Szerző                                                    | Cím | Kiadó                                                                                              | Megjelenési hely | Megjelenési idő | Megjegyzés                                                                                               |
| --------------------------------------------------------- | --- | -------------------------------------------------------------------------------------------------- | ---------------- | --------------- | --- |
| Molnár Antal                                              | Repertórium a barokk zene történetéhez | Zeneműkiadó Vállalat                                                                               | Budapest         | 1959            | |
| Tökölyi István                                            | Magyar Államvasutak Igazgatósága 1869–1949 I. Repertórium 1869–1920                                                                         | Művelődésügyi Minisztérium Levéltári Osztálya-Levéltárak Országos Központja                        | Budapest         | 1964            | |
| Galambos Ferenc                                           | A Kelet Népe repertóriuma 1935–1942 | k. n.                                                                                              | h. n.            | 1972            | Elektronikus elérhetőség: https://mek.oszk.hu/12800/12872/12872.pdf                                      |
| (szerk.) Ecsedy Andorné, Gáliczky Éva                     | A Társadalmi Szemle repertóriuma 1957–1971. A Társadalmi Szemle 15 éve                                                                      | Fővárosi Szabó Ervin Könyvtár                                                                      | Budapest         | 1972            | |
|                                                           | A válasz repertóriuma 1934–38, 1946–49 | Megyei Könyvtár Debrecen                                                                           | Debrecen         | 1973            | |
| Pálmai Magda, Vida Sándor                                 | A párttörténeti közlemények repertóriuma 1955–1972                                                                                          | Magyar Munkásmozgalmi Intézet-MSZMP KB Párttörténeti Intézete                                      | Budapest         | 1973            | |
| Bálintné Hegyesi Júlia                                    | Múzeumi levelek 15 éves repertórium 1958–1973                                                                                               | Damjanich Múzeum                                                                                   | Szolnok          | 1974            | |
| Takács József                                             | A Pécsi Tanárképző Főiskola a saját tükrében 1948–1973. Repertórium                                                                         | Pécsi Tanárképző Főiskola                                                                          | Pécs             | 1974            | |
| (szerk.) Éri István, Szemere Ádám                         | A magyar múzeumok kiadványainak bibliográfiája 1945–1974 I-IV.                                                                              | Múzeumi Restaurátor- és Módszertani Központ                                                        | Budapest         | 1975–1976       | |
| Pató Imre                                                 | A Híd repertóriuma (1934–1941) | Forum Lap- és Könyvkiadó Vállalat                                                                  | Újvidék          | 1976            | |
| (szerk.) Lakatos Éva                                      | A toll (1929–1938) Repertórium | Petőfi Irodalmi Múzeum                                                                             | Budapest         | 1977            | A Petőfi Irodalmi Múzeum Bibliográfiai Füzetei 8. szám.                                                  |
| Szinainé László Zsuzsa                                    | Könyvtári Figyelő repertórium 1955–1974 | Népművelési Propaganda Iroda                                                                       | Budapest         | 1978            | |
| Dalmi Kálmánné                                            | A Vasi Szemle Repertóriuma 1933–1976 | k. n.                                                                                              | Szombathely      | 1978            | |
| Tapolcainé Sáray Szabó Éva                                | A Mindenes Gyűjtemény repertóriuma 1789–1792                                                                                                | Országos Széchényi Könyvtár Könyvtártudományi és Módszertani Központ-József Attila Megyei Könyvtár | Budapest         | 1979            | |
| Pálmai Magda                                              | Szocializmus 1906–1918. Szociáldemokrata folyóirat / Repertórium                                                                            | MSZMP KB Párttörténeti Intézete-Fővárosi Szabó Ervin Könyvtár                                      | Budapest         | 1981            | |
| Hernádi László Mihály                                     | Demográfia. Népességtudományi folyóirat. Repertórium 1958–1980                                                                              | Központi Statisztikai Hivatal                                                                      | Budapest         | 1981            | |
|                                                           | Élet és Irodalom. Válogatott repertórium 1957–1965                                                                                          | Lapkiadó Vállalat                                                                                  | Budapest         | 1981            | |
| Szögi László                                              | A Semmelweis Orvostudományi Egyetem Levéltára 1770–1970. Repertórium                                                                        | Semmelweis Egyetem                                                                                 | Budapest         | 1982            | |
| Káich Katalin                                             | Az újvidéki magyar nyelvű színjátszás története és repertóriuma 1836–1918                                                                   | A Magyar Nyelv, Irodalom és Hungarológiai Kutatások Intézete                                       | Újvidék          | 1983            | |
| (szerk.) Ecsedy Andorné, Gáliczky Éva                     | A Társadalmi Szemle repertóriuma 1972–1981. A Társadalmi Szemle 10 éve                                                                      | Fővárosi Szabó Ervin Könyvtár                                                                      | Budapest         | 1983            | |
| Hernádi László Mihály                                     | A Közgazdasági Szemle repertóriuma 1893–1949                                                                                                | Statisztikai Kiadó Vállalat                                                                        | Budapest         | 1983            | |
| Lukáts János                                              | Rádió és Televízió Szemle (1969–1979) és a Jel-Kép (1980–1984) folyóiratok közös repertóriuma                                               | Tömegkommunikációs Kutatóközpont                                                                   | Budapest         | 1984            | |
| Jeney Andrásné, Kalmár Ella                               | Repertórium (1787) 1869–1979 I-II. | Központi Statisztikai Hivatal Levéltára                                                            | Budapest         | 1984            | |
| Horányi István                                            | A történelemtanítás című folyóirat repertóriuma 1955–1981                                                                                   | Országos Pedagógiai Intézet                                                                        | Budapest         | 1984            | |
| Hernádi László Mihály                                     | A Magyar Mezőgazdasági Múzeum Közleményei repertóriuma: 1962–1983                                                                           | szerzői kiadás                                                                                     | Pécs             | 1984            | Elektronikus elérhetőség: https://mek.oszk.hu/15100/15121/html/hernadimagyarmezogazdasagimuzkozlmenu.htm |
| Kaich Katalin                                             | A Bács-Bodrog vármegyei Történelmi Társulat évkönyveinek repertóriuma (1885–1918)                                                           | k. n.                                                                                              | Újvidék          | 1984            | |
| Ripp Zoltán                                               | A Társadalmi Szemle repertóriuma 1946–1956                                                                                                  | MSZMP KB Párttörténeti Intézete Könyvtár és Dokumentációs Osztály                                  | Budapest         | 1986            | |
| Pallos Éva, Gazda István                                  | A Honismeret 1-15. évfolyama (1972–1987) összesített repertóriuma                                                                           | Honismereti Szövetség                                                                              | Budapest         | 1987 ?          | |
| (szerk.) Pamlényi Ervin, Diószegi Mária, Kulcsár Erzsébet | A Századok repertóriuma 1867–1975 | Akadémiai Kiadó                                                                                    | Budapest         | 1987            | |
| Nász János                                                | Szépirodalmi írások a Dolgozók Lapjában 1946–1985. Repertórium                                                                              | József Attila Megyei Könyvtár                                                                      | Tatabánya        | 1987            | |
| Dippold Péter                                             | A Történelmi Szemle repertóriuma 1958–1982. I-XXV. évfolyam                                                                                 | Akadémiai Kiadó                                                                                    | Budapest         | 1988            | |
| Kiss József Mihály, Szögi László, Ujváry Gábor            | Az Eötvös Loránd Tudományegyetem Levéltára. Repertórium 1635–1975                                                                           | k. n.                                                                                              | Budapest         | 1988            | |
| (szerk.) V. Toldi Sarolta, Tóth Éva, Lett Miklós          | Magyar munkás naptár 1878–1893 / Népszava naptár 1896–1948 Repertórium                                                                      | k. n.                                                                                              | h. n.            | 1990            | |
| Fenyő István                                              | Élet és literatúra 1826–1833 Muzárion / Repertórium                                                                                         | Petőfi Irodalmi Múzeum                                                                             | Budapest         | 1991            | |
| Haraszti György                                           | Magyar zsidó levéltári repertórium | MTA Judaisztikai Kutatócsoport                                                                     | Budapest         | 1993            | |
| (kollektíva)                                              | A Magyar Pedagógia első száz évének repertóriuma. A Magyar Tudományos Akadémia Pedagógiai Bizottságának folyóirata – 93. évfolyam különszám | Magyar Tudományos Akadémia Pedagógiai Bizottsága                                                   | Budapest         | 1993            | |
| T. Pásztor Ágnes                                          | Vasi Honismereti Közlemények repertóriuma 1974–1994                                                                                         | Vas Megyei Levéltár                                                                                | Szombathely      | 1994 ?          | |
| (szerk.) Huszka Tibor, Gulyás László                      | Országos Tudományos Diákköri Konferenciák (I-XXI) Agrártudományi szekcióinak repertóriuma (1955–1993)                                       | Gödöllői Agrártudományi Egyetem Mezőgazdasági Gépészüzemmérnöki Főiskolai Kar                      | Mezőtúr          | 1995            | |
| (szerk.) Wilheim András, Székely András                   | Magyar Zene 1960–1996 Repertórium/Összesített tartalomjegyzék I-XXXVI. évfolyam                                                             | k. n.                                                                                              | h. n.            | 1996            | |
| (szerk.) Gyuris György                                    | Repertórium 1922–1950, 1955–1996 | József Attila Tudományegyetem Állam- és Jogtudományi Kar                                           | Szeged           | 1997            | |
| Zolnai Dóra, Alföldy Gábor                                | Kertművészet. A régi magyar kertészeti folyóiratokban 1857–1944 / Repertórium                                                               | MTA Művészettörténeti Kutatóintézet                                                                | Budapest         | 1997            | |
| Kőszegi Lajos                                             | Athenaeum-tár. A Magyar Filozófiai Társaság vitaülései 1938–44. Repertórium                                                                 | Comitatus Társadalomkutató Egyesület                                                               | Veszprém         | 1998            | |
| Galambos Ferenc, Somorjai Ádám                            | A Pannonhalmi Szemle Repertóriuma 1926–1944                                                                                                 | Szent Gellért Hittudományi Főiskola                                                                | Pannonhalma      | 1998            | |
| Dudás László                                              | A Hajdúdorogi Főesperesi Levéltár iratainak lajstroma és mutatója 1562–1819                                                                 | Görög Katolikus Püspöki Levéltár                                                                   | Nyíregyháza      | 1999            | |
| Csák Leventéné, Hideg Ágnes, Veres László, Viga Gyula     | A Herman Ottó Múzeum kiadványai. Bibliográfia és repertórium 1978–1998                                                                      | Herman Ottó Múzeum                                                                                 | Miskolc          | 1999            | |
|                                                           | A Kertészeti és Élelmiszeripari Egyetem Levéltára (1697) 1876–1980. Repertórium                                                             | Kertészeti és Élelmiszeripari Egyetem                                                              | Budapest         | 1999            | |
| Rózsa Mária                                               | Tudománytár (1834–1844) Repertórium | Országos Széchényi Könyvtár                                                                        | Budapest         | 1999            | |

## 2000 után
| Szerző                                                                            | Cím | Kiadó | Megjelenési hely     | Megjelenési idő | Megjegyzés |
| --------------------------------------------------------------------------------- | --- | --- | -------------------- | --------------- | ---------- |
| (szerk.) Horváth Erzsébet, Kánási Szabolcs, Laboda Ilona, Pappné Ladányi Boglárka | A Magyarországi Református Egyház Zsinati Levéltárának repertóriuma | Magyarországi Református Egyház | Budapest             | 2000            |            |
| Kereszturiné Pintér Mária                                                         | A Szombathelyi Nemzeti Színház története műsorának repertóriuma bibliográfiával 1880-1907 | k. n. | Szombathely          | 2000            |            |
| Túróczi Zsuzsanna                                                                 | Kincskereső repertórium 1986–1995 | Magyar Könyvtárosok Egyesülete Gyermekkönyvtáros Szekciója Debreceni Egyetem Kovács Máté Köre                                       | Budapest             | 2000            |            |
| Kiss József Mihály                                                                | A Magyar Képzőművészeti Egyetem levéltára. Repertórium 1871–1996 | Magyar Képzőművészeti Egyetem | Budapest             | 2001            |            |
|                                                                                   | A Történeti Szemle repertóriuma 1912–1930 | Dialóg Campus Kiadó-Nordex Kft. | Budapest-Pécs        | 2001            |            |
| Bencze Cs. Attila                                                                 | A Magyar Kommunista Párt, a Szociáldemokrata Párt és a Magyar Dolgozók Pártja Komárom-Esztergom megyében 1945–1956 / Repertórium I. | Komárom-Esztergom Megyei Levéltár                                                                                                   | Esztergom            | 2002            |            |
| Hidvégi Violetta                                                                  | Pest város Építő Bizottmányának iratai I-III. | Budapest Fõváros Levéltára | Budapest             | 2004            |            |
| Horn Ildikó, Molnár Antal, Lakatos Bálint, Paksa Rudolf                           | Történeti emlékkönyvek repertóriuma 1884–2004. Az Eötvös Loránd Tudományegyetem Középkori és Kora Újkori Magyar Történeti Tanszékének sorozata/Magyar tudósok és tanárok tiszteletére megjelent emlékkönyvek és emlékszámok történeti vonatkozású tanulmányainak válogatott jegyzéke (1884–2004) | ELTE BTK Közép- és Koraújkori Egyetemes Történeti Tanszék, Eötvös Collegium                                                         | Budapest             | 2006            |            |
| Saliga Irén                                                                       | A Magyar Sion és az Új Magyar Sion (1863–1904) repertóriuma | Pázmány Péter Katolikus Egyetem Bölcsészettudományi Kar-Szlavisztika-Közép-Európa Intézet-Szent Adalbert Közép-Európa Kutatócsoport | Piliscsaba-Esztergom | 2007            |            |
| Polónyiné Nagy Mária, Sándor Lászlóné                                             | Kincskereső repertórium 1996–2005. A Kincskereső c. folyóirat története és repertóriuma 1996–2005 | Jász-Nagykun-Szolnok Megyei Verseghy Ferenc Könyvtár és Művelődési Intézet                                                          | Szolnok              | 2008            |            |
|                                                                                   | 2000 Repertórium 1989–2008 | k. n. | h. n.                | 2008 ?          |            |

## Csak elektronikusan
- A Magyar Mezőgazdasági Múzeum közleményei 2005-2007 – CD-vel. CD melléklet: A Magyar Mezőgazdasági Múzeum közleményei repertórium 1962-2007 – összeáll.: Haász Erzsébet, Magyar Mezőgazdasági Múzeum, Budapest, 2007[79]
- A Theologiai Szemle Repertóriuma 1925–2017[80]
- Kriminológiai Tanulmányok. Repertórium 1962–2022[81]
- Bokor Gizella és Bokor-Kiss Anna: Pásztortűz repertórium 1921-1944[82]
- Csikai Valéria: Napkelet repertórium 1920-1924[83]
- Galambos Ferenc: Korunk repertórium 1926-1940[84]
- Imecs Ágnes, Szigethy Rudolf: Korunk repertórium 1990-2000[85]
- Kuszálik Péter: Utunk repertórium 1946–1965[86]
- Meister Róbert: A Hét társadalmi, kulturális bibliográfiája (1970–2006)[87]
- Osváth Dalma: Termés repertórium 1942-1944[88]
- Tóth János: Szellem és Élet repertórium 1936-1944[89]
- Záhony Éva: Hitel repertórium 1935-1944[90]

## Egyéb irodalom
- Kertész Gyula: A magyar időszaki kiadványok egyedi repertóriumai. Annotált bibliográfia, Országos Széchényi Könyvtár Könyvtártudományi és Módszertani Központ, Budapest, 1990, ISBN 963-201-307-7
- Borsos Attila: A magyar időszaki kiadványok repertóriuma, Országos Széchényi Könyvtár – Gondolat Kiadó, Budapest, 2008, ISBN 978-963-693-113-1